# Muffins
Muffins é uma fita cassete da banda americana Hoobastank, lançada em 1997.

## Faixas
1. "Invisible" - 4:07
2. "Pee Wee" - 3:00
3. "Educated Fool" - 3:49
4. "Naked Jock Man" - 3:26
5. "Prank Call to Cobalt Cafe" - 2:57
6. "Show Me Your Titz" - 2:44